# Obelisk van Theodosius
De Obelisk van Theodosius (Turks Dikilitaş) is een obelisk van farao Thoetmosis III uit het oude Egypte. Theodosius I, de laatste keizer van het ongedeelde Romeinse Keizerrijk, liet de obelisk opnieuw oprichten in het Hippodroom van Constantinopel (tegenwoordig bekend als At Meydanı of Sultanahmet Meydanı) in het huidige Istanboel in de vierde eeuw. Omdat het voetstuk dat Theodosius bij deze gelegenheid liet maken een van de weinige laatantieke monumenten is dat nauwkeurig te dateren valt, kan het werk op veel wetenschappelijke belangstelling rekenen.

## Herkomst
Tijdens de 18e dynastie richtte farao Thoetmosis III (ca. 1479-1425 voor Chr.) de obelisk waarschijnlijk op ten zuiden van de zevende pyloon van de tempel van Karnak. Om zijn twintigjarig jubileum op de troon (ventennalia) te vieren, liet de Romeinse keizer Constantius II (337-361) in 357 twee obelisken over de Nijl naar Alexandrië transporteren. Een van die obelisken werd in de herfst van dat jaar naar Rome gebracht en daar op de spina van Circus Maximus geplaatst. Tegenwoordig staat deze zuil bekend als de Lateraanse Obelisk. Eind 361 of begin 362 maakt keizer Julianus in een brief aan de inwoners van Alexandrië gewag van de andere obelisk. Hij wilde het plan van zijn neef en voorganger Constantius om de zuil naar Constantinopel te transporteren ten uitvoer brengen. Het is niet met zekerheid te zeggen of de obelisk die Theodosius (379-395) in 390 op de spina van het hippodroom in Constantinopel liet zetten, dezelfde is als in de brief van Julianus, maar dit is zeer goed mogelijk.

## Voorstelling

### Obelisk
De obelisk is gemaakt van rood graniet uit Aswan en was oorspronkelijk 30 m hoog net als de Lateraanse Obelisk. Het onderste deel is in de oudheid beschadigd, waarschijnlijk tijdens het transport of het opnieuw oprichten. De obelisk is daarom inclusief voetstuk nog maar 25,6 m hoog. Tussen deze sokkel en de obelisk bevinden zich vier bronzen kubussen die tijdens het transport gebruikt zijn. Op alle zijden van de zuil staat een enkele kolom met inscripties. Deze verheerlijken Thoetmosis' overwinning op de Mitanni aan oevers van de Eufraat rond 1450 voor Chr. Helemaal bovenin knielt de farao in aanbidding voor de god Amon.

### Voetstuk
Het marmeren voetstuk heeft bas-reliëfs in twee delen uit de tijd van Theodosius. Het bovenste deel laat op alle zijden de keizer en zijn familie in de kathisma zien, de loge van het keizerlijk paleis die uitkeek op het hippodroom. Hoge ambtenaren en Germaanse wachters omringen hen.
Op de zuidoostzijde is te zien hoe Theodosius de winnaar van de wagenrennen een lauwerkrans aanbiedt. Gescheiden door een balustrade staan onder hem toeschouwers, dansers en muzikanten. Een opvallend detail is Ktesibios' waterorgel dat rechtsonder te zien is. Op de noordwestelijke kant staat de keizer boven knielende barbaren. De overige zijden zijn minder gedetailleerd afgewerkt en laten slechts toeschouwers zien. Dit kan wellicht verklaard worden uit het feit dat deze zijden gericht waren op de uiteinden van het hippodroom en dus minder goed te zien waren voor de toeschouwers.
Op het onderste deel van het voetstuk zijn twee inscripties aangebracht, een in het Latijn aan de zuidoostzijde en een in het Grieks aan de noordwestzijde. Op beide andere kanten zijn reliëfs van de wagenrennen en het oprichten van de obelisk te zien.

### Inscripties
Hoewel de Latijnse inscriptie in vijf hexameters nu is beschadigd, is de volledige tekst bekend dankzij transcripties van reizigers in de zestiende eeuw.

DIFFICILIS QVONDAM DOMINIS PARERE SERENIS
IVSSVS ET EXTINCTIS PALMAM PORTARE TYRANNIS
OMNIA THEODOSIO CEDVNT SVBOLIQVE PERENNI
TER DENIS SIC VICTVS EGO DOMITVSQVE DIEBVS
IVDICE SVB PROCLO SVPERAS ELATVS AD AVRAS
(Eens was het maar moeilijk mij te bedwingen. Maar onlangs kreeg ik het bevel te gehoorzamen aan vredebrengende meesters en daarvoor ben ik gezwicht. Hun erepalm mag ik dragen ten teken van de ondergang der tirannen. Alles wijkt nu eenmaal voor Theodosius en zijn zoons, wier namen eeuwig zullen voortleven. Zo heb ik mij dan in driemaal tien dagen gewonnen gegeven: onder het bestuur van Proculus heeft men mij hoog ten hemel opgericht.)

De naam Proculus is in het verleden weggewerkt – een duidelijk voorbeeld van damnatio memoriae – en later opnieuw aangebracht. Dit valt te dateren tussen 392, toen Proculus in ongenade viel en ter dood werd veroordeeld, en 395 toen zijn tegenstrever Rufinus zelf vermoord werd.
Aangezien Latijn in de vierde eeuw de taal van bestuur en leger was, is het niet verwonderlijk dat deze inscriptie aan de zijde van het keizerlijk paleis, waar ook recht werd gesproken, is aangebracht. De bevolking van de stad sprak in grote meerderheid Grieks. De inscriptie in die taal is dan ook gericht naar de tribune voor de fanatiekste supporters van de wagenrennen.

KIONA TETPΑΠΛΕYPON AEI XΘONI KEIMENON ΑΧΘΟϹ
MOYNOC ANACTHCAI ΘΕΥΔΟϹΙΟϹ ΒΑϹΙΛΕΥϹ
ΤΟΛΜΗϹΑϹ ΠΡΟΚΛΟϹ ΕΠΕΚΕΚΛΕΤΟ KAI TOCOC ECTH
KIΩN ΗΕΛΙΟΙϹ EN TPIAKONTA ΔΥΟ
(Enkel keizer Theodosius durfde de zuil met vier kanten op te richten die zo lang zwaar op de aarde drukte. Proculus kreeg de opdracht en deze enorme zuil werd in 32 dagen overeind gezet.)

## Afbeeldingen

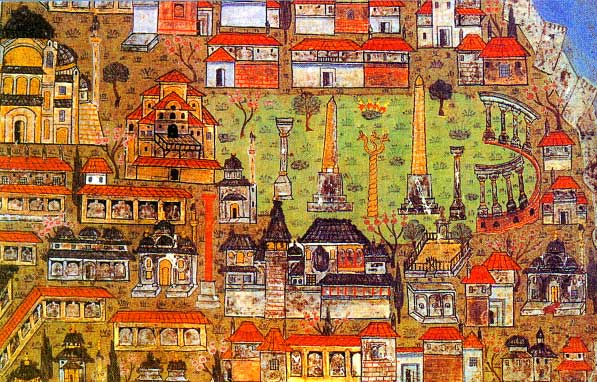
Het hippodroom op een miniatuur uit 1536
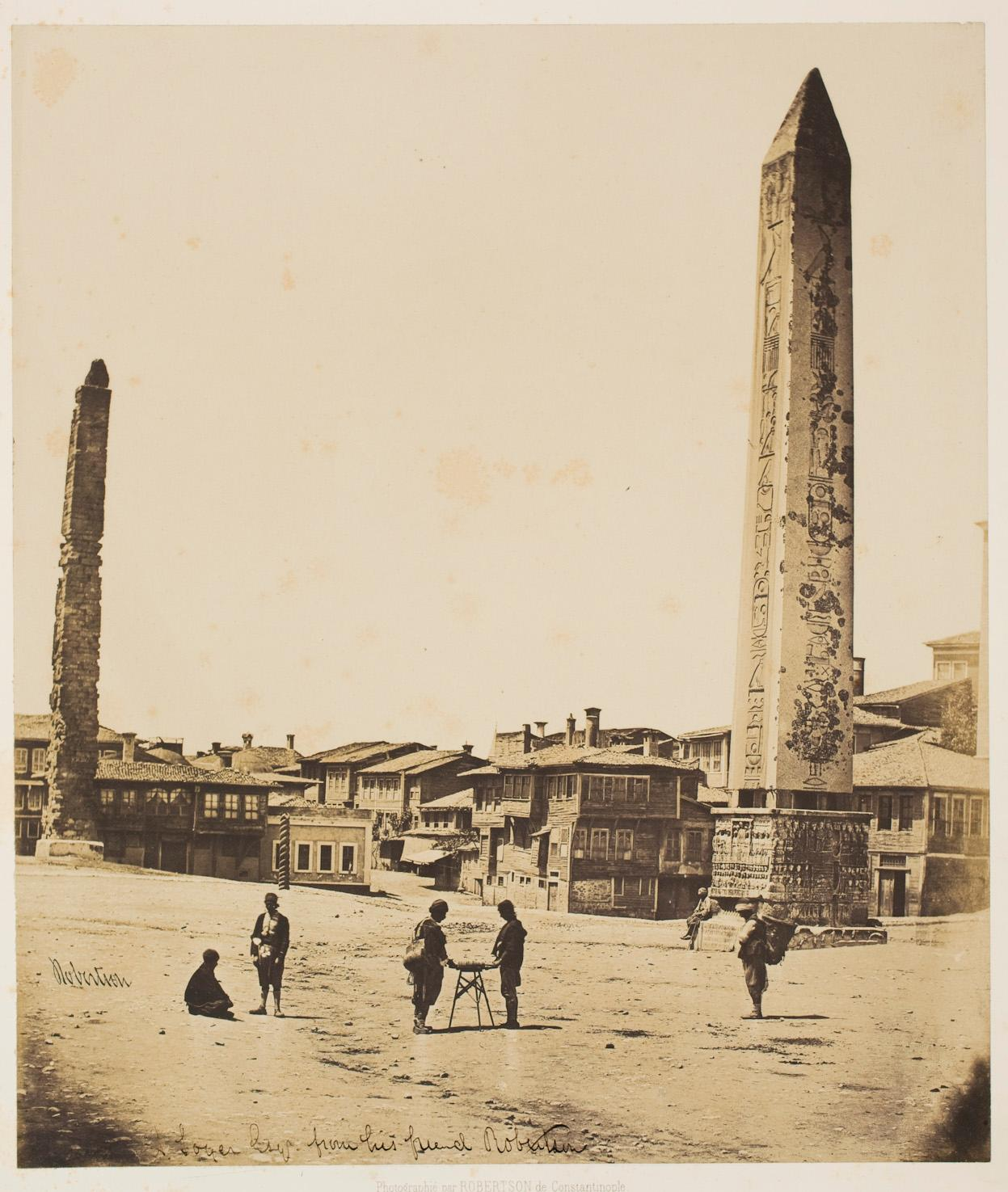
Het hippodroom omstreeks 1854
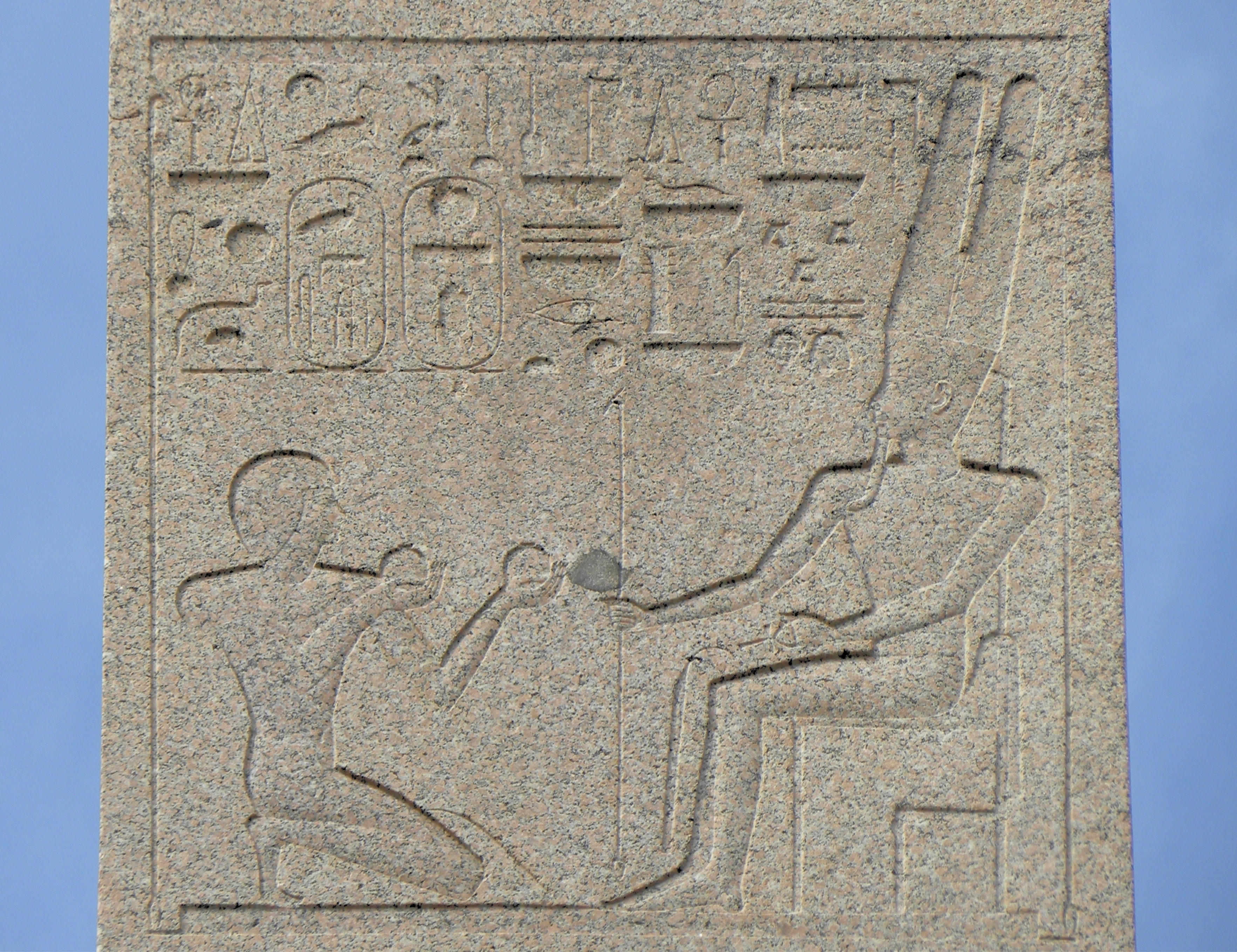
Detail van de obelisk Thoetmosis knielt voor Amon

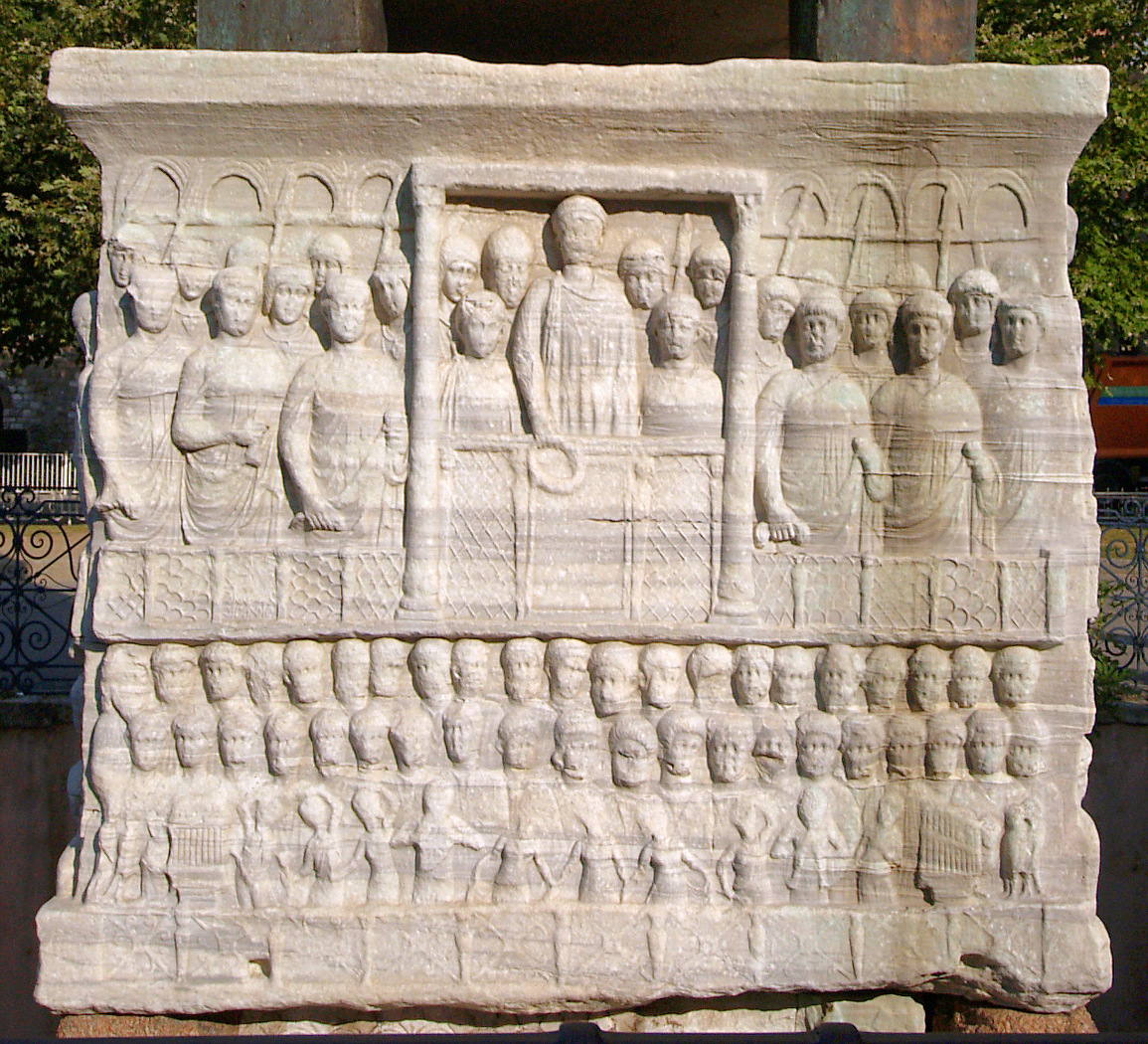
Zuidoostzijde
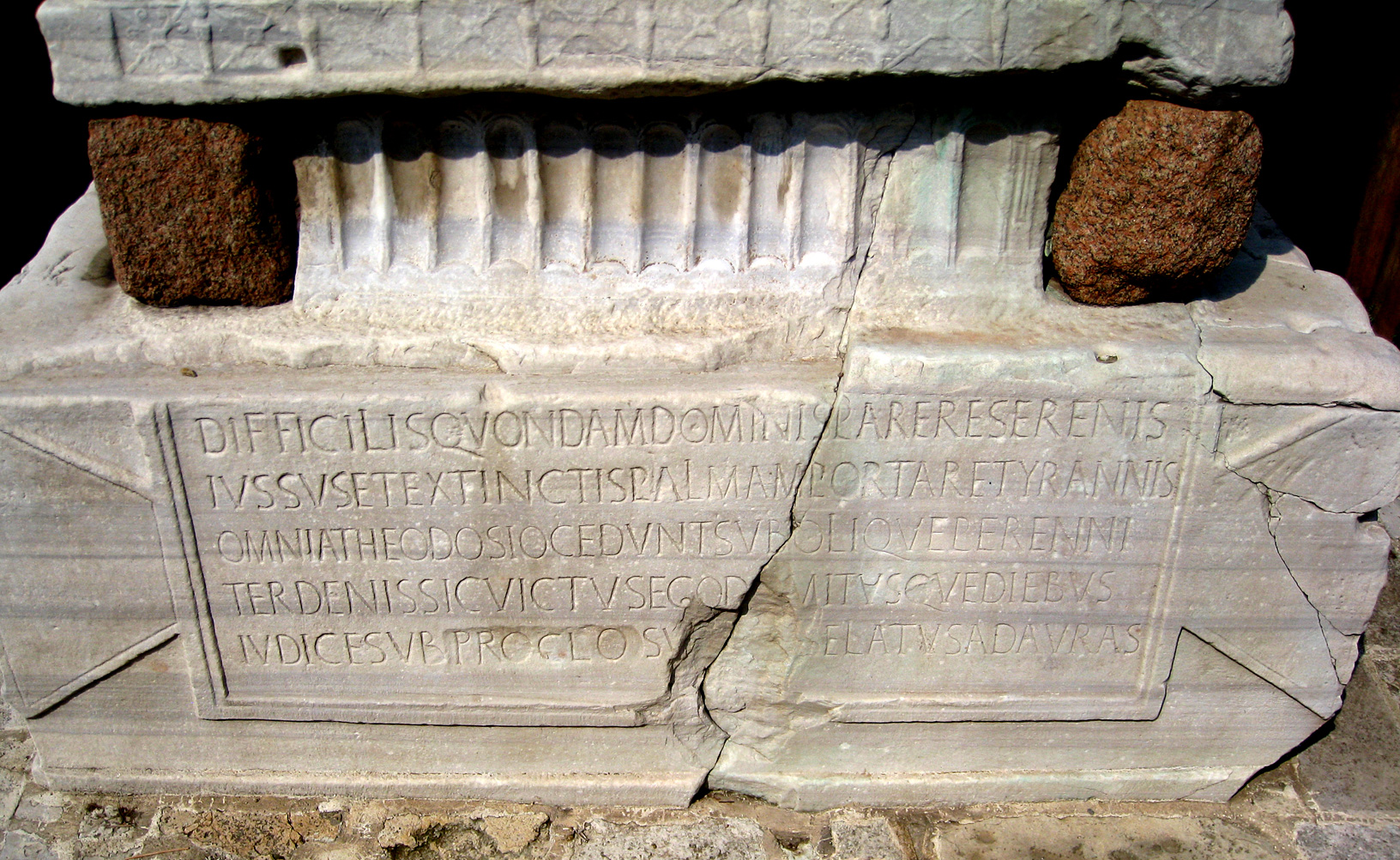
Latijnse inscriptie
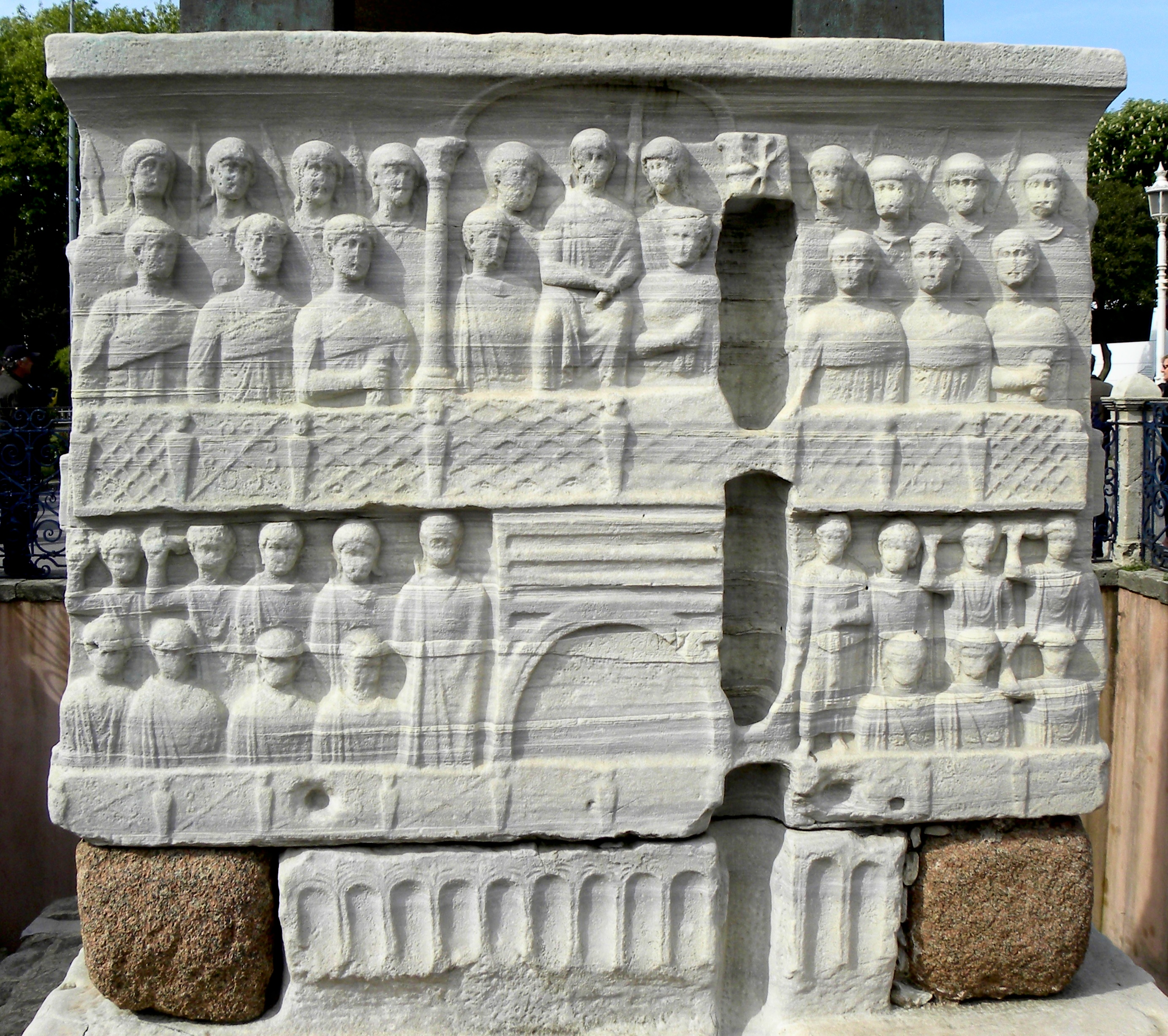
Noordoostzijde
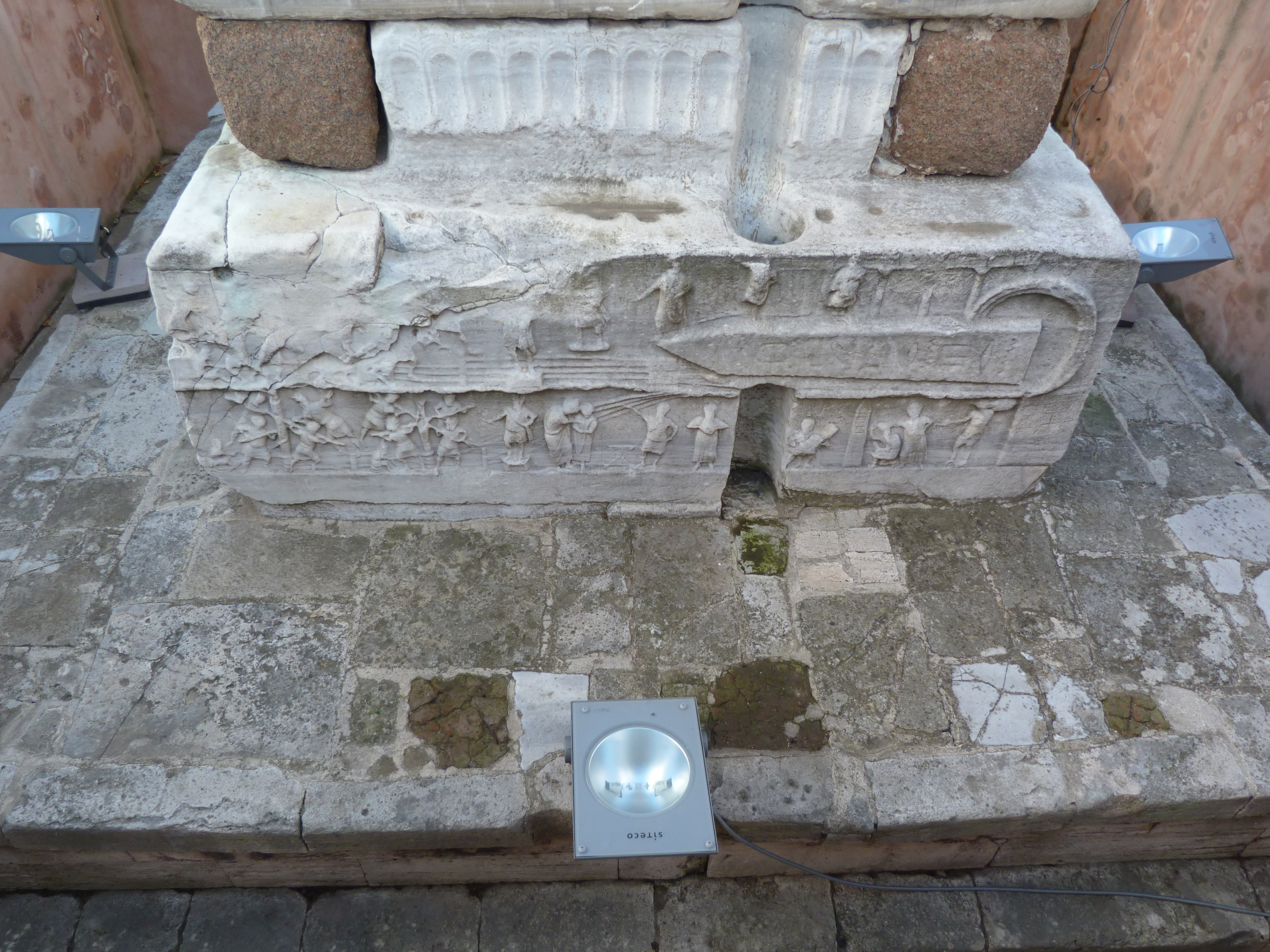
Reliëf met de oprichting van de obelisk
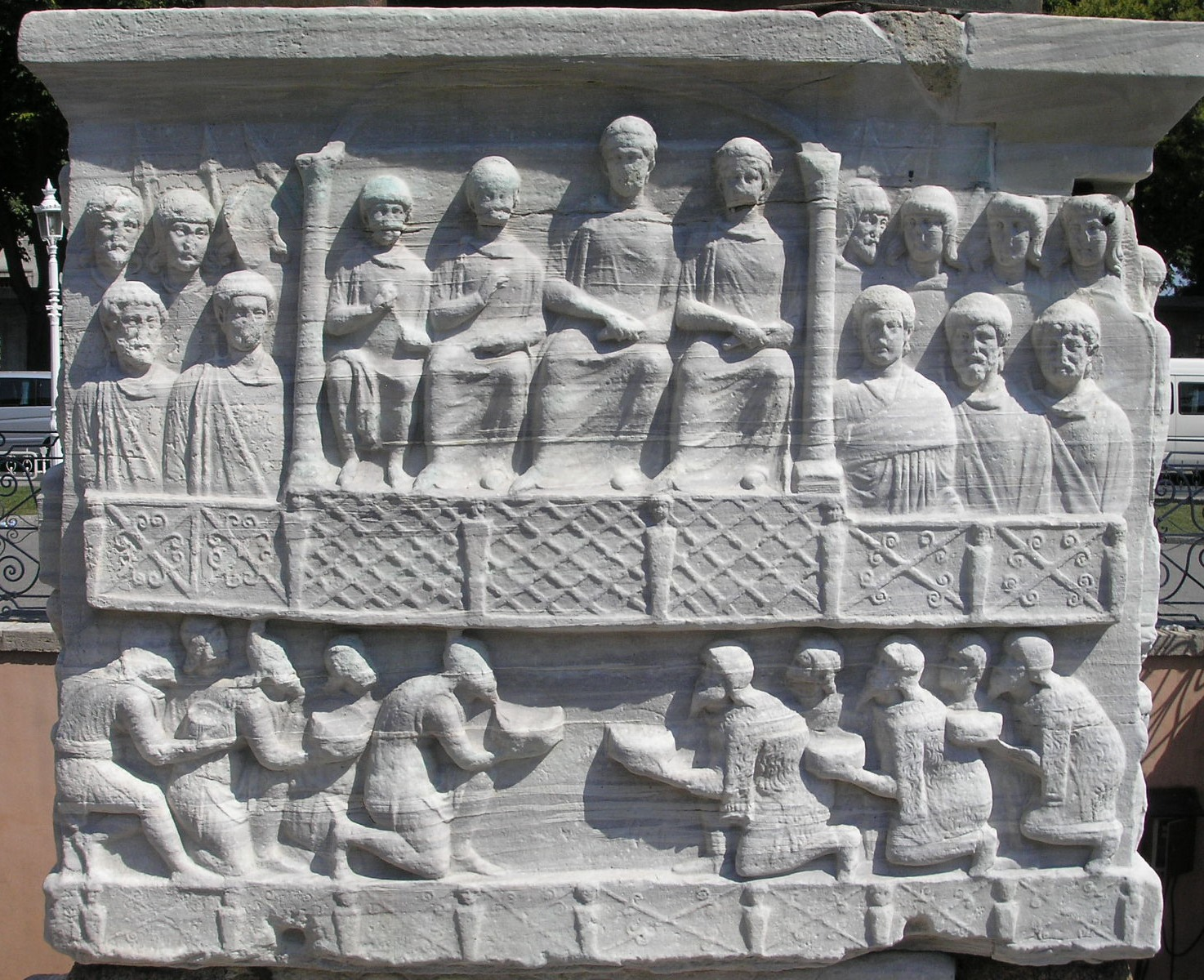
Noordwestzijde
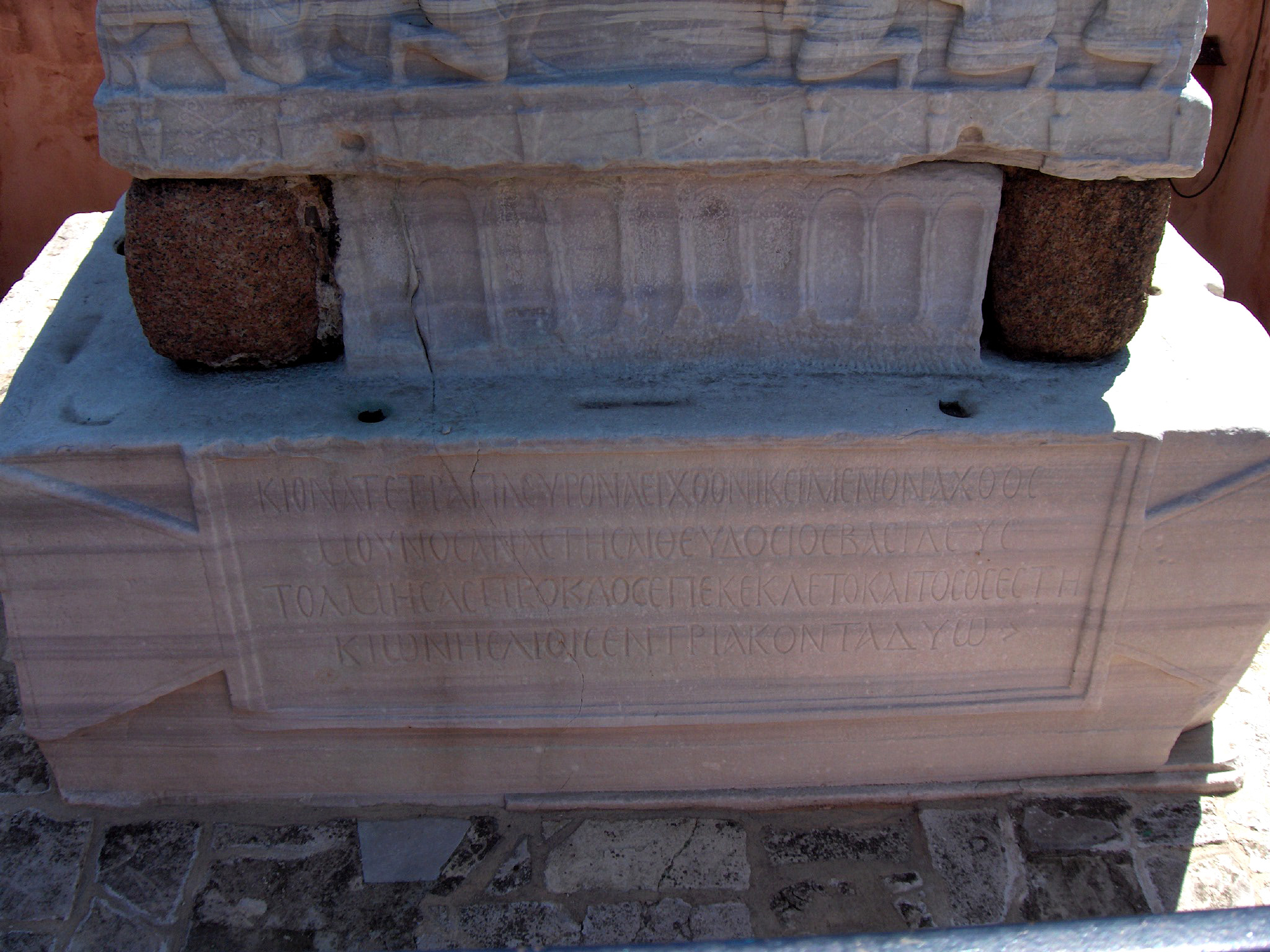
Griekse inscriptie
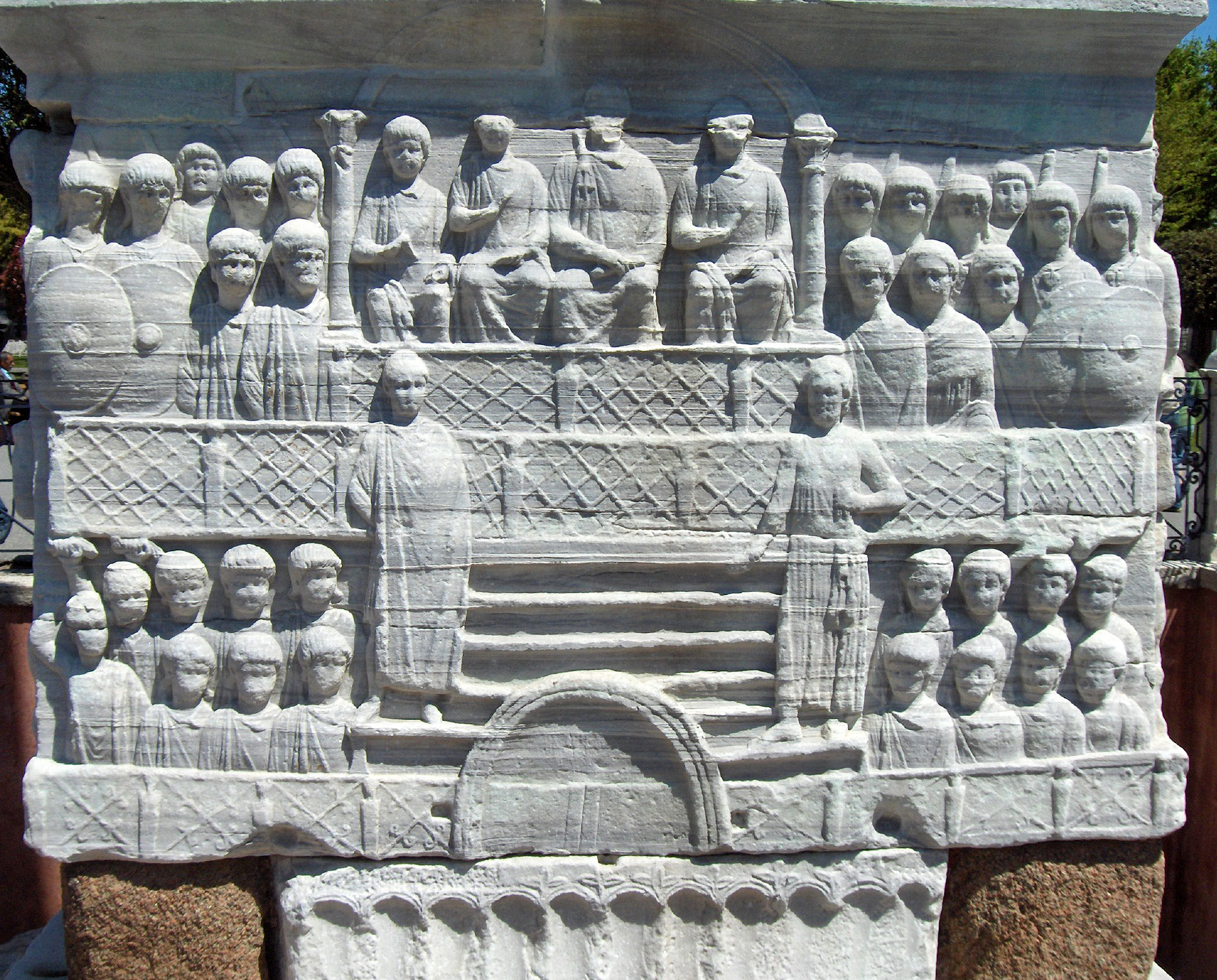
Zuidwestzijde
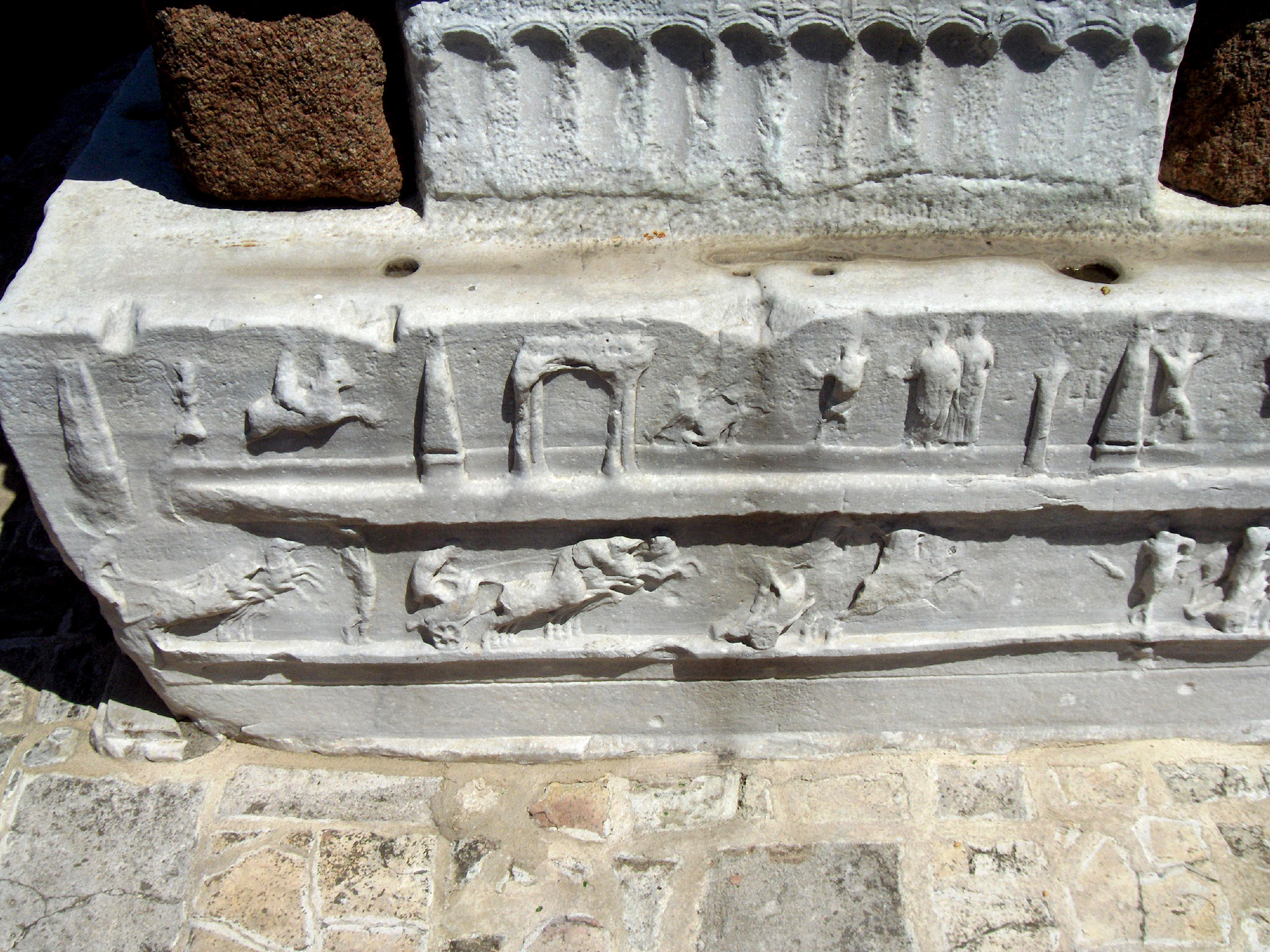
Reliëf met wagenrennen